# Paul Magee (IRA-Mitglied)
Paul „Dingus“ Patrick Magee (* 30. Januar 1948 in Belfast) ist ein nordirisches ehemaliges freiwilliges Mitglied der Provisional IRA.

## Werdegang
Paul Magee wurde erstmals 1971 wegen Waffendelikten festgenommen und inhaftiert. Danach wurde er Mitglied der Belfaster M60-Gang, welche ihren Namen aufgrund der Verwendung eines US-amerikanischen M60-Maschinengewehrs trug und bei Feuerüberfällen in Belfast bis zu acht Sicherheitskräfte getötet haben soll. Am 2. Mai 1980 konnten Magee und weitere Gangmitglieder nach einem Feuergefecht in der Belfaster Antrim Road gestellt werden, wobei der SAS-Offizier Herbert Westmacott getötet wurde.
Im Juni 1981 entkam Magee zusammen mit sieben weiteren IRA-Männern durch Waffengewalt aus dem Belfaster Crumlin Road-Gefängnis, zwei Tage bevor er wegen Mordes an Westmacott zu lebenslanger Haft verurteilt worden wäre. Die Verurteilung wurde in seiner Abwesenheit ausgesprochen. Er konnte sich nach Irland absetzen, wo er im Januar 1982 verhaftet wurde. Für den Ausbruch in Nordirland wurde er aufgrund des grenzüberschreitenden Criminal Law Jurisdiction Acts nach irischem Recht zu einer zehnjährigen Freiheitsstrafe verurteilt, die er bis 1989 verbüßte. Anschließend sollte er an Nordirland ausgeliefert werden um seine Haftstrafe wegen Mordes an Herbert Westmacott zu verbüßen, konnte sich jedoch vor einer Anhörung 1991 nach England absetzen. Dies war möglich geworden, nachdem Magee mit Genehmigung des Supreme Courts, gegen Kaution auf freien Fuß gekommen war.
In England soll er sich erneut einer Active Service Unit (ASU) der IRA angeschlossen haben. Am 7. Juni 1992 erschoss er während einer Verkehrskontrolle bei Tadcaster den Special Constable Glenn Goodman und verletzte einen weiteren Beamten lebensgefährlich, ehe er auch noch auf eine weitere Streife schoss. Nach einer der größten Fahndungen in der Geschichte von North Yorkshire, wurde Magee am 11. Juni in Pontefract verhaftet. Im März 1993 wurde er vor dem Old Bailey unter anderem wegen Mordes und dreifachen versuchten Mordes zu lebenslanger Haft verurteilt. Am 9. September 1994 gelang ihm mit fünf Mithäftlingen der kurzzeitige Ausbruch aus dem HM Prison Whitemoor.
Im Mai 1998 wurde er an Irland überstellt, wo er nach dem Karfreitagsabkommen im Dezember 1999 entlassen wurde. Im März 2000 wurde Magee erneut verhaftet und sollte an Nordirland ausgeliefert werden, wogegen er Rechtsmittel geltend machte und erneut gegen Kaution auf freien Fuß kam. Im November 2000 teilte die irische Regierung mit, dass Magee und weitere IRA-Männer aufgrund des Karfreitagsabkommens nicht ausgeliefert werden. Zuvor hatte selbst der britische Nordirland-Minister Peter Mandelson eine mögliche Auslieferung als anormal bezeichnet. Im Dezember 2000 wurde er von Königin Elisabeth II. begnadigt und kann somit straffrei nach Nordirland zurückkehren.